# 1669 en santé et médecine
| Années de la santé et de la médecine : 1666 - 1667 - 1668 - 1669 - 1670 - 1671 - 1672    |
| Décennies de la santé et de la médecine : 1630 - 1640 - 1650 - 1660 - 1670 - 1680 - 1690 |

Cet article présente les faits marquants de l'année 1669 en santé et médecine.

## Événements
- À Dijon, l'hôpital du Saint-Esprit et de Notre-Dame de la Charité, dont les origines remontent à 1204, est élevé au rang d'hôpital général[1].

## Naissances
- 2 avril : Jacques-Bénigne Winslow (mort en 1760), médecin et anatomiste français d’origine danoise, professeur au Jardin royal des plantes médicinales de 1743 à 1758[2].